# (6254) 1993 UM3
(6254) 1993 UM3 (1993 UM3, 1980 FV9, 1987 OX, 1987 PN, 1988 VL7, 1991 GF1) — астероїд головного поясу, відкритий 20 жовтня 1993 року.
Тіссеранів параметр щодо Юпітера — 3,228.